# Алессіо Романьйолі
Але́ссіо Романьйо́лі (італ. Alessio Romagnoli; нар. 12 січня 1995, Анціо, Італія) — італійський футболіст, захисник «Лаціо» та колишній гравець молодіжної збірної Італії.

## Клубна кар'єра

### Мілан
9 серпня 2015 року було офіційно оголошено про перехід гравця до складу «Мілана». Сума трансферу склала 25 млн. євро, а контракт підписано на п'ять років.

## Статистика

### Статистика клубних виступів
Станом на 22 травня 2022
| Сезон             | Команда           | Чемпіонат         | Чемпіонат | Чемпіонат | Національний кубок | Національний кубок | Національний кубок | Континентальні кубки | Континентальні кубки | Континентальні кубки | Інші змагання | Інші змагання | Інші змагання | Усього | Усього | Усього |
| Сезон             | Команда           | Ліга              | Ігор      | Голів     | Ліга               | Ігор               | Голів              | Ліга                 | Ігор                 | Голів                | Ліга          | Ігор          | Голів         | Ігор   | Голів  |        |
| ----------------- | ----------------- | ----------------- | --------- | --------- | ------------------ | ------------------ | ------------------ | -------------------- | -------------------- | -------------------- | ------------- | ------------- | ------------- | ------ | ------ | ------ |
| 2012–13           | «Рома»            | СА                | 2         | 1         | КІ                 | 1                  | 0                  | -                    | -                    | -                    | -             | -             | -             | 3      | 1      |        |
| 2013–14           | «Рома»            | СА                | 11        | 0         | КІ                 | 0                  | 0                  | -                    | -                    | -                    | -             | -             | -             | 11     | 0      |        |
| Усього за «Рому»  | Усього за «Рому»  | Усього за «Рому»  | 13        | 1         |                    | 1                  | 0                  |                      | 0                    | 0                    |               | 0             | 0             | 14     | 1      |        |
| 2014–15           | «Сампдорія»       | СА                | 30        | 2         | КІ                 | 1                  | 0                  | -                    | -                    | -                    | -             | -             | -             | 31     | 2      |        |
| 2015–16           | «Мілан»           | СА                | 34        | 0         | КІ                 | 6                  | 1                  | -                    | -                    | -                    | -             | -             | -             | 29     | 1      |        |
| 2016–17           | «Мілан»           | СА                | 27        | 1         | КІ                 | 1                  | 0                  | -                    | -                    | -                    | СКІ           | 1             | 0             | 29     | 1      |        |
| 2017–18           | «Мілан»           | СА                | 28        | 2         | КІ                 | 5                  | 1                  | ЛЄ                   | 9                    | 0                    | -             | -             | -             | 29     | 1      |        |
| 2018–19           | «Мілан»           | СА                | 32        | 2         | КІ                 | 4                  | 0                  | ЛЄ                   | 4                    | 0                    | СКІ           | 1             | 0             | 29     | 1      |        |
| 2019–20           | «Мілан»           | СА                | 35        | 1         | КІ                 | 4                  | 0                  | -                    | -                    | -                    | -             | -             | -             | 38     | 4      |        |
| 2020–21           | «Мілан»           | СА                | 22        | 1         | КІ                 | 2                  | 0                  | ЛЄ                   | 6                    | 0                    | -             | -             | -             | 29     | 1      |        |
| 2021–22           | «Мілан»           | СА                | 19        | 1         | КІ                 | 2                  | 0                  | ЛЧ                   | 5                    | 0                    | -             | -             | -             | 26     | 1      |        |
| Усього за «Мілан» | Усього за «Мілан» | Усього за «Мілан» | 197       | 8         |                    | 7                  | 2                  |                      | 24                   | 0                    |               | 2             | 0             | 247    | 10     |        |
| Усього за кар'єру | Усього за кар'єру | Усього за кар'єру | 240       | 11        |                    | 26                 | 2                  |                      | 24                   | 0                    |               | 2             | 0             | 292    | 13     |        |

### Статистика виступів за збірну
| Дата       | Місто        | Господарі   | Результат | Гості             | Турнір                               | Голи | Примітки |
| ---------- | ------------ | ----------- | --------- | ----------------- | ------------------------------------ | ---- | -------- |
| 6-10-2016  | Турин        | Італія      | 1 – 1     | Іспанія           | Відбір до ЧС 2018                    | -    |          |
| 9-10-2016  | Скоп'є       | Македонія   | 2 – 3     | Італія            | Відбір до ЧС 2018                    | -    |          |
| 12-11-2016 | Вадуц        | Ліхтенштейн | 0 – 4     | Італія            | Відбір до ЧС 2018                    | -    |          |
| 15-11-2016 | Мілан        | Італія      | 0 – 0     | Німеччина         | товариський матч                     | -    | 46'      |
| 28-3-2017  | Амстердам    | Нідерланди  | 1 – 2     | Італія            | товариський матч                     | -    |          |
| 28-5-2018  | Санкт-Галлен | Італія      | 2 – 1     | Саудівська Аравія | товариський матч                     | -    |          |
| 4-6-2018   | Турин        | Італія      | 1 – 1     | Нідерланди        | товариський матч                     | -    |          |
| 10-9-2018  | Лісабон      | Португалія  | 1 – 0     | Італія            | Ліга націй УЄФА 2018—2019 - 1-й етап | -    |          |
| 26-3-2019  | Парма        | Італія      | 6 – 0     | Ліхтенштейн       | Відбір до ЧЄ 2020                    | -    |          |
| 5-9-2019   | Єреван       | Вірменія    | 1 – 3     | Італія            | Відбір до ЧЄ 2020                    | -    |          |
| 15-10-2019 | Вадуц        | Ліхтенштейн | 0 – 5     | Італія            | Відбір до ЧЄ 2020                    | 1    |          |
| 18-11-2019 | Палермо      | Італія      | 9 – 1     | Вірменія          | Відбір до ЧЄ 2020                    | 1    |          |
| Усього     |              | Матчів      | 12        |                   | Голів                                | 2    |          |

## Титули і досягнення[3]
- Чемпіон Італії (1):

«Мілан»: 2021–22
- Володар Суперкубка Італії з футболу (1):

«Мілан»: 2016